# 泊橋
泊橋（とまりばし）は沖縄県那覇市の泊と前島の間にある橋の名前。
泊の沖縄県道29号那覇北中城線から前島の国道58号方面のみの一方通行である。730以前は現在とは逆向きの一方通行だった。

## 周辺
- 泊高橋
- 泊大橋
- 那覇港

| スタブアイコン | サブスタブ | この項目は、まだ閲覧者の調べものの参照としては役立たない、沖縄県に関連した書きかけの項目です。この項目を加筆・訂正などしてくださる協力者を求めています（P:日本の都道府県/沖縄県）。 |